# Lourdes (téléfilm)
Pour les articles homonymes, voir Lourdes (homonymie).
Pour plus de détails, voir Fiche technique et Distribution.
Lourdes est un téléfilm franco-italo-luxembourgeois en deux parties réalisé par Lodovico Gasparini en 2000.

## Synopsis
L'évocation de la vie de Bernadette Soubirous, qui à l'âge de 14 ans, vit apparaître dans la grotte de Massabielle la vierge Marie.

## Fiche technique
- Titre : Lourdes
- Réalisation : Lodovico Gasparini
- Scénario : Francesco Scardamaglia et Mario Falcone
- Image : Fabio Zamarion
- Musique : Carlo Siliotto (Chanson de Bernadette interprété par Angèle Osinski)
- Montage : Carla Simoncelli
- Production : Luca Bernabei pour Lux Vide, KirchMedia, Rai Fiction
- Genre : Biographie
- Durée : 2 x 90 minutes
- Année de production : 2000
- Date de diffusion : 4 juin 2001 sur France 2

## Distribution
- Angèle Osinski : Bernadette Soubirous
- Alessandro Gassman : Bernard / Henri Guillaumet
- Florence Darel : Claire La Fontaine
- Roger Souza : François Soubirous
- Sydne Rome : Sœur Marie-Thérèse
- Helmut Griem : Auguste La Fontaine
- Günther Maria Halmer : Abbé Peyramale
- Andréa Ferréol : la mère supérieure
- Stefania Rocca : Nathalie Guillaumet
- Umberto Orsini : le père Laurent
- Nicolau Breyner : le docteur Charcot
- Vitor Norte : Jacomet
- Maria d'Aires : Louise Soubirous